# Liste der Gerechten unter den Völkern aus der Republik Moldau

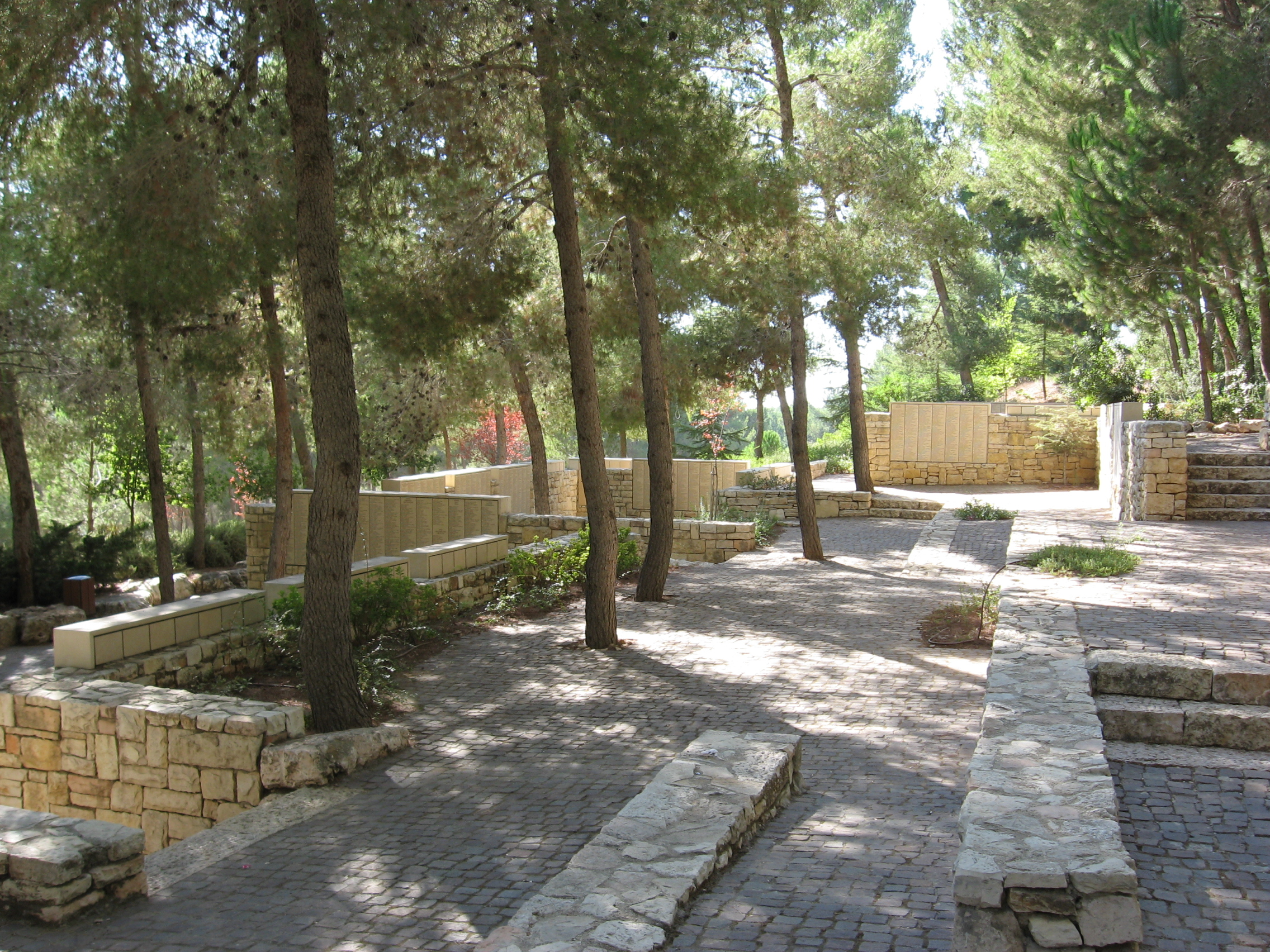
Der Garten der Gerechten unter den Völkern

Die Liste der Gerechten unter den Völkern aus der Republik Moldau führt in alphabetischer Reihenfolge diejenigen Moldauer auf, die von der Gedenkstätte Yad Vashem mit dem Titel Gerechter unter den Völkern geehrt wurden. 

## Hintergrund
Die heutige Republik Moldau war zu Beginn des Zweiten Weltkrieges als Moldauische Sozialistische Sowjetrepublik Teil der Sowjetunion. Nach dem deutschen Angriff auf die Sowjetunion im Rahmen des Unternehmens Barbarossa am 22. Juni 1941, an dem sich auf dem Balkan auch etwa eine Million rumänische Soldaten beteiligten, stand das Land unter rumänischer Verwaltung. Bereits während der Besetzung des Landes kam es durch die rumänischen Soldaten zu Pogromen gegen Juden und zu Tötungsaktionen von SS-Einsatzgruppen (Einsatzgruppe D der Sicherheitspolizei und des SD) mit Tausenden von Toten. Die jüdische Bevölkerung (ca. 200.000 Personen) wurde in Ghettos und Auffanglagern konzentriert, um sie 1941/42 bei Todesmärschen in Lager, wie beispielsweise Bogdanowka, im rumänisch okkupierten Transnistria zu deportieren. Die Verfolgung und Vernichtung der jüdischen Bevölkerung endete mit dem erfolgreichen Abschluss der russischen Sommeroffensive (Operation Jassy-Kischinew), durch die das Gebiet der Moldauischen SSR in fünf Tagen eingenommen wurde. 
Israel hat nach der Staatsgründung 1948 den Ehrentitel Gerechter unter den Völkern (hebräisch חסיד אומות העולם Chassid Umot ha-Olam) eingeführt, um nichtjüdische Einzelpersonen zu ehren, die unter nationalsozialistischer Herrschaft während des Zweiten Weltkriegs ihr Leben einsetzten, um Juden vor der Ermordung zu retten. 
79 Moldauer und Moldauerinnen haben bisher den Titel Gerechter unter den Völkern verliehen bekommen.

## Liste
Die Liste ist alphabetisch nach Nachnamen geordnet. Hinter dem Namen ist jeweils das Geburtsdatum, das Sterbedatum, der Ort der Rettung, der Grund der Ehrung und das Jahr der Ehrung angegeben.
| Name                    | Geboren       | Gestorben | Ort der Rettung   | Grund der Ehrung | Jahr |
| ----------------------- | ------------- | --------- | ----------------- | --- | ---- |
| Anna Baltag             |               |           | Speia             | Anna Baltag und ihr Mann Mikhail Baltag versteckten von Herbst 1942 bis 1944 in Speia, ihrem Heimatort, Yon und Vladimir Lempert, die Kinder ihrer jüdischen Freunde Iosif und Sofia Lempert. | 2003 |
| Mikhail Baltag          |               |           | Speia             | Anna Baltag und ihr Mann Mikhail Baltag versteckten von Herbst 1942 bis 1944 in Speia, ihrem Heimatort, Yon und Vladimir Lempert, die Kinder ihrer jüdischen Freunde Iosif und Sofia Lempert. | 2003 |
| Agafia Barbul           |               | 1963      | Gandraburi        | Das kinderlose Ehepaar Ivan Barbul und Agafia Barbul aus dem Dorf Gandraburi versteckten ab Herbst 1943 den 14-jährigen jüdischen Jungen Isaak Ribakov in ihrem Haus. Isaak Ribakov war im Sommer 1941 mit seinen Eltern und seinen Geschwistern vor den deutschen und rumänischen Besatzern bis Odessa geflohen, mit seiner Familie ins rumänische Lager Bogdanovka im Bezirk Golta deportiert worden, erlebte dort die Ermordung seiner Eltern, konnte mit seiner Schwester Riva Ribakov fliehen, fand Unterschlupf im Haus von Saveliy Ishchenko, wurde nach der Ermordung seiner Schwester erneut in einem Ghetto interniert und gelangte im Mai 1942 nach erneuter Flucht mit seinem Freund Yefim Nylva in die Dörfer der Umgebung und konnte dort als Hirte arbeiten. Im Herbst 1943, nachdem rumänische Soldaten die Schafe ihrer Besitzer beschlagnahmt hatten, blieb Isaak ohne Arbeit und Unterkunft und wurde von den Barbuls aufgenommen. | 2005 |
| Ivan Barbul             |               | 1944      | Gandraburi        | Das kinderlose Ehepaar Ivan Barbul und Agafia Barbul aus dem Dorf Gandraburi versteckten ab Herbst 1943 den 14-jährigen jüdischen Jungen Isaak Ribakov in ihrem Haus. Isaak Ribakov war im Sommer 1941 mit seinen Eltern und seinen Geschwistern vor den deutschen und rumänischen Besatzern bis Odessa geflohen, mit seiner Familie ins rumänische Lager Bogdanovka im Bezirk Golta deportiert worden, erlebte dort die Ermordung seiner Eltern, konnte mit seiner Schwester Riva Ribakov fliehen, fand Unterschlupf im Haus von Saveliy Ishchenko, wurde nach der Ermordung seiner Schwester erneut in einem Ghetto interniert und gelangte im Mai 1942 nach erneuter Flucht mit seinem Freund Yefim Nylva in die Dörfer der Umgebung und konnte dort als Hirte arbeiten. Im Herbst 1943, nachdem rumänische Soldaten die Schafe ihrer Besitzer beschlagnahmt hatten, blieb Isaak ohne Arbeit und Unterkunft und wurde von den Barbuls aufgenommen. | 2005 |
| George Benya            |               |           | Varatic           | Der russisch-orthodoxe Priester George Benya und seine Frau Liuba Benya aus Varatic retteten 26 jüdische Mitbürger, die auf ihrer Flucht von rumänischen Polizisten verhaftet worden waren, vor dem Tod. Als der Polizeikommandant die Erschießung der Juden befahl, setzten sich George Benya und seine Frau für die inhaftierten Juden ein und forderten ihre Freilassung. Der Priester drohte dem Polizeikommandanten damit, ihn und seine Familie in der Kirche öffentlich anzuprangern und erreichte damit die Freilassung der Inhaftierten. | 2003 |
| Liuba Benya             |               |           | Varatic           | Der russisch-orthodoxe Priester George Benya und seine Frau Liuba Benya aus Varatic retteten 26 jüdische Mitbürger, die auf ihrer Flucht von rumänischen Polizisten verhaftet worden waren, vor dem Tod. Als der Polizeikommandant die Erschießung der Juden befahl, setzten sich George Benya und seine Frau für die inhaftierten Juden ein und forderten ihre Freilassung. Der Priester drohte dem Polizeikommandanten damit, ihn und seine Familie in der Kirche öffentlich anzuprangern und erreichte damit die Freilassung der Inhaftierten. | 2003 |
| Adolf Buka              | 1910          |           | Sukhaya           | Adolf Buka aus dem Dorf Suchaja im Kreis Rybniza versteckte in seinem Haus die sechsjährige Jüdin Polina Schnaidman, die Tochter von Michail und Maria Schnaidman. Das Ehepaar Schnaidman hatte 1941 auf der Flucht vor den Deutschen und Rumänen zwei Monate im Nachbarhaus von Adolf Buka gelebt, war aber verraten und ermordet worden. Vor ihrer Ermordung hatten sie ihre Tochter zuvor Adolf Buka anzuvertraut. Adolf Buka versteckte das Mädchen während der gesamten Besatzungszeit bis Frühjahr 1944 in verschiedenen Verstecken: in Kellern, auf Dachböden und im Backofen. Er wurde mehrmals verhört und gefoltert, da der Verdacht bestand, dass er einen Juden versteckt. | 2001 |
| Aleksander Bynzar       |               |           | Catranîc          | Fyodor Bynzar und Anna Bynzar, ein Bauernehepaar aus dem Dorf Catranîc, versteckten – nach dem Einmarsch der Deutschen und Rumänen in die Sowjetunion am 22. Juni 1941 und dem Beginn der Verfolgung, Misshandlung und Ermordung von Juden – im Keller ihres Hauses und in einer Hütte auf dem Weinberg der Familie die Schwestern Riva Gluzman (14 Jahre), Anna Gluzman (10 Jahre) und Zilya Gluzman (9 Jahre). Die Eltern der drei Nachbarskinder –Moshe Gluzman, seine Frau Bela Gluzman, ihr zweijähriger Sohn Yitsik Gluzman und die Großmutter Chaika Gluzman – waren zuvor im Hof ihres Hauses ermordet worden. Mit Essen und allem Lebensnotwendigen versorgt wurden die Schwestern von Aleksander Bynzar und Grigori Bynzar, dem Sohn und dem Enkel der Bynzars. | 2004 |
| Anna Bynzar             |               |           | Catranîc          | Fyodor Bynzar und Anna Bynzar, ein Bauernehepaar aus dem Dorf Catranîc, versteckten – nach dem Einmarsch der Deutschen und Rumänen in die Sowjetunion am 22. Juni 1941 und dem Beginn der Verfolgung, Misshandlung und Ermordung von Juden – im Keller ihres Hauses und in einer Hütte auf dem Weinberg der Familie die Schwestern Riva Gluzman (14 Jahre), Anna Gluzman (10 Jahre) und Zilya Gluzman (9 Jahre). Die Eltern der drei Nachbarskinder –Moshe Gluzman, seine Frau Bela Gluzman, ihr zweijähriger Sohn Yitsik Gluzman und die Großmutter Chaika Gluzman – waren zuvor im Hof ihres Hauses ermordet worden. Mit Essen und allem Lebensnotwendigen versorgt wurden die Schwestern von Aleksander Bynzar und Grigori Bynzar, dem Sohn und dem Enkel der Bynzars. | 2004 |
| Fyodor Bynzar           |               |           | Catranîc          | Fyodor Bynzar und Anna Bynzar, ein Bauernehepaar aus dem Dorf Catranîc, versteckten – nach dem Einmarsch der Deutschen und Rumänen in die Sowjetunion am 22. Juni 1941 und dem Beginn der Verfolgung, Misshandlung und Ermordung von Juden – im Keller ihres Hauses und in einer Hütte auf dem Weinberg der Familie die Schwestern Riva Gluzman (14 Jahre), Anna Gluzman (10 Jahre) und Zilya Gluzman (9 Jahre). Die Eltern der drei Nachbarskinder –Moshe Gluzman, seine Frau Bela Gluzman, ihr zweijähriger Sohn Yitsik Gluzman und die Großmutter Chaika Gluzman – waren zuvor im Hof ihres Hauses ermordet worden. Mit Essen und allem Lebensnotwendigen versorgt wurden die Schwestern von Aleksander Bynzar und Grigori Bynzar, dem Sohn und dem Enkel der Bynzars. | 2004 |
| Grigori Bynzar          | 8. Feb. 1922  |           | Catranîc          | Fyodor Bynzar und Anna Bynzar, ein Bauernehepaar aus dem Dorf Catranîc, versteckten – nach dem Einmarsch der Deutschen und Rumänen in die Sowjetunion am 22. Juni 1941 und dem Beginn der Verfolgung, Misshandlung und Ermordung von Juden – im Keller ihres Hauses und in einer Hütte auf dem Weinberg der Familie die Schwestern Riva Gluzman (14 Jahre), Anna Gluzman (10 Jahre) und Zilya Gluzman (9 Jahre). Die Eltern der drei Nachbarskinder –Moshe Gluzman, seine Frau Bela Gluzman, ihr zweijähriger Sohn Yitsik Gluzman und die Großmutter Chaika Gluzman – waren zuvor im Hof ihres Hauses ermordet worden. Mit Essen und allem Lebensnotwendigen versorgt wurden die Schwestern von Aleksander Bynzar und Grigori Bynzar, dem Sohn und dem Enkel der Bynzars. | 2004 |
| Nikolai Koblas          | 1927          | 2007      | Rybnitsa          | Robert Koblas, ein Kommunist polnischer Herkunft, sein Sohn Nikolai Koblas und dessen Frau Yekaterina Koblas aus Rybnitsa halfen während der fast drei Jahre dauernden Besatzung durch die Deutschen und Rumänen vielen ihrer jüdischen Bekannten. Dazu gehörte die jüdische Familie Tzysin. Im Winter 1944, als sich die Deutschen vor der vorrückenden Roten Armee zurückzogen, kam es zu einer weiteren Welle von Misshandlungen, Vergewaltigungen und Morden. Die Familie Koblas versteckte ab diesem Zeitpunkt die 18-jährige Mania Tzysin in ihrem Haus. | 2001 |
| Robert Koblas           |               |           | Rybnitsa          | Robert Koblas, ein Kommunist polnischer Herkunft, sein Sohn Nikolai Koblas und dessen Frau Yekaterina Koblas aus Rybnitsa halfen während der fast drei Jahre dauernden Besatzung durch die Deutschen und Rumänen vielen ihrer jüdischen Bekannten. Dazu gehörte die jüdische Familie Tzysin. Im Winter 1944, als sich die Deutschen vor der vorrückenden Roten Armee zurückzogen, kam es zu einer weiteren Welle von Misshandlungen, Vergewaltigungen und Morden. Die Familie Koblas versteckte ab diesem Zeitpunkt die 18-jährige Mania Tzysin in ihrem Haus. | 2001 |
| Yekaterina Koblas       |               |           | Rybnitsa          | Robert Koblas, ein Kommunist polnischer Herkunft, sein Sohn Nikolai Koblas und dessen Frau Yekaterina Koblas aus Rybnitsa halfen während der fast drei Jahre dauernden Besatzung durch die Deutschen und Rumänen vielen ihrer jüdischen Bekannten. Dazu gehörte die jüdische Familie Tzysin. Im Winter 1944, als sich die Deutschen vor der vorrückenden Roten Armee zurückzogen, kam es zu einer weiteren Welle von Misshandlungen, Vergewaltigungen und Morden. Die Familie Koblas versteckte ab diesem Zeitpunkt die 18-jährige Mania Tzysin in ihrem Haus. | 2001 |
| Vera Kormenbef          |               |           | Balta             | Vladimir Kormenbef, ein Kunstlehrer deutscher Abstammung und seine Frau Vera Kormenbef, eine Krankenschwester, retteten nach der Besetzung Baltas durch die Deutschen und Rumänen am 5. August 1941 das Leben der Jüdin Dr. Zeigman und ihrer neunjährigen Tochter Elvira Zeigman. Zeigman und ihre Tochter, die ab September 1941 im Ghetto Balta interniert wurden, erhielten von den Kormenbefs fünfmal pro Woche einen Laib Brot, was sie vor dem Hungertod bewahrte. Im Winter 1942, als im Ghetto Balta eine Typhusepidemie wütete, schleuste Kormenbef einen Arzt ins Ghetto, der Dr. Zeigman behandelte, bis sie wieder gesund war. Einige Tage vor der Befreiung des Gebiets durch die Russen versteckten Kormenbef und seine Frau die beiden Zeigmans in ihrem Haus, da sie befürchteten, dass die sich zurückziehenden Deutschen und Rumänen die Juden im Ghetto liquidieren würden. | 1995 |
| Vladimir Kormenbef      | 1890          |           | Balta             | Vladimir Kormenbef, ein Kunstlehrer deutscher Abstammung und seine Frau Vera Kormenbef, eine Krankenschwester, retteten nach der Besetzung Baltas durch die Deutschen und Rumänen am 5. August 1941 das Leben der Jüdin Dr. Zeigman und ihrer neunjährigen Tochter Elvira Zeigman. Zeigman und ihre Tochter, die ab September 1941 im Ghetto Balta interniert wurden, erhielten von den Kormenbefs fünfmal pro Woche einen Laib Brot, was sie vor dem Hungertod bewahrte. Im Winter 1942, als im Ghetto Balta eine Typhusepidemie wütete, schleuste Kormenbef einen Arzt ins Ghetto, der Dr. Zeigman behandelte, bis sie wieder gesund war. Einige Tage vor der Befreiung des Gebiets durch die Russen versteckten Kormenbef und seine Frau die beiden Zeigmans in ihrem Haus, da sie befürchteten, dass die sich zurückziehenden Deutschen und Rumänen die Juden im Ghetto liquidieren würden. | 1995 |
| Stepan Lazo             | 7. Nov. 1929  |           | Napadeny          | Stepan Lazo, seine Ehefrau Anastasia Lazo und ihre zehn Kinder lebten in Napadeny. Zu ihren Bekannten gehörte die jüdische Familie Kitroser, die in der Nachbarschaft wohnte. Nach dem deutschen Überfall auf die Sowjetunion im September 1941 und den beginnenden Misshandlungen und Ermordungen von Juden durch die Deutschen und Rumänen, versteckte das Ehepaar Lazo ihre Nachbarin Hana Kitroser und deren sechsjährigen Sohn Ruvin Kitroser mehrere Wochen lang auf dem Dachboden, im Keller oder in einer Abstellkammer. Die Familie Lazo versorgte sie mit allem Lebensnotwendigen. Um die beiden Juden zu schützen, organisierte Stepan Lazo eine russisch-orthodoxe Taufe und adoptierte die beiden. Trotz Stefan Lazos Bemühungen wurden die Kitrosers verhaftet, nachdem jemand sie verraten hatte. Beide wurden in Bălţi inhaftiert und von dort aus in das Lager Domanevka deportiert, wo sie bis zur Befreiung des Gebiets durch die Rote Armee im März 1944 interniert waren. | 2002 |
| Vasili Lotin            |               |           | Rybnitsa          | Sofia Chinkovskaya, ihre Tochter Zinaida Borzilo und ihr Sohn Vasili Lotin versteckten in ihrem Haus in Rybnitsa von Februar 1944 bis 30. März 1944 die befreundete fünfköpfige jüdische Familie Zaidman. David Zaidman, Liza Zaidman, ihre Kinder Arkadiy Zaidman und Klara Zaidman sowie die Schwägerin Emma Zaidman, die von August 1941 bis Januar 1944 im Ghetto von Rybnitsa lebten mussten, waren im Februar 1944 vor den zunehmenden Misshandlungen und Ermordungen im Ghetto geflohen und fanden bei Sofia Chinkovskaya und ihren Kindern Zuflucht, bis die Stadt von der Roten Armee befreit wurde. | 2001 |
| Zinaida Borzilo         | 1926          |           | Rybnitsa          | Sofia Chinkovskaya, ihre Tochter Zinaida Borzilo und ihr Sohn Vasili Lotin versteckten in ihrem Haus in Rybnitsa von Februar 1944 bis 30. März 1944 die befreundete fünfköpfige jüdische Familie Zaidman. David Zaidman, Liza Zaidman, ihre Kinder Arkadiy Zaidman und Klara Zaidman sowie die Schwägerin Emma Zaidman, die von August 1941 bis Januar 1944 im Ghetto von Rybnitsa lebten mussten, waren im Februar 1944 vor den zunehmenden Misshandlungen und Ermordungen im Ghetto geflohen und fanden bei Sofia Chinkovskaya und ihren Kindern Zuflucht, bis die Stadt von der Roten Armee befreit wurde. | 2001 |
| Sofia Chinkovskaya      | 1906          | 1963      | Rybnitsa          | Sofia Chinkovskaya, ihre Tochter Zinaida Borzilo und ihr Sohn Vasili Lotin versteckten in ihrem Haus in Rybnitsa von Februar 1944 bis 30. März 1944 die befreundete fünfköpfige jüdische Familie Zaidman. David Zaidman, Liza Zaidman, ihre Kinder Arkadiy Zaidman und Klara Zaidman sowie die Schwägerin Emma Zaidman, die von August 1941 bis Januar 1944 im Ghetto von Rybnitsa lebten mussten, waren im Februar 1944 vor den zunehmenden Misshandlungen und Ermordungen im Ghetto geflohen und fanden bei Sofia Chinkovskaya und ihren Kindern Zuflucht, bis die Stadt von der Roten Armee befreit wurde. | 2001 |
| Paramon Lozan           | 10. Juni 1910 |           | Nisporeni         | Paramon Lozan und seine Frau Tamara Lozan lebten in der Stadt Nisporeni. Beide arbeiteten als Lehrer am örtlichen Gymnasium, er war der Direktor des Gymnasiums. Als Nisporeni unter rumänische Kontrolle geriet, wurde Paramons Schule vorübergehend als Sammelstelle für Juden umfunktioniert. Nachts brachten einige Bewohner der Stadt, darunter Tamara Lozan, heimlich Lebensmittel zu den Internierten. Als nach einigen Tagen das Gerücht umging, dass die im Schulgebäude gefangenen Juden getötet werden sollten, beschloss Paramon Lozan, die Juden freizulassen. Er wartete, bis die Wachen abgelenkt waren und öffnete die Türen, wodurch alle Internierten fliehen konnten. Paramon Lozan wurde verhaftet und hingerichtet, seine Frau Tamara Lozan wurde freigelassen, weil ihre Kinder erst zwei Monate alt waren. | 1998 |
| Tamara Lozan            | 24. Juni 1918 |           | Nisporeni         | Paramon Lozan und seine Frau Tamara Lozan lebten in der Stadt Nisporeni. Beide arbeiteten als Lehrer am örtlichen Gymnasium, er war der Direktor des Gymnasiums. Als Nisporeni unter rumänische Kontrolle geriet, wurde Paramons Schule vorübergehend als Sammelstelle für Juden umfunktioniert. Nachts brachten einige Bewohner der Stadt, darunter Tamara Lozan, heimlich Lebensmittel zu den Internierten. Als nach einigen Tagen das Gerücht umging, dass die im Schulgebäude gefangenen Juden getötet werden sollten, beschloss Paramon Lozan, die Juden freizulassen. Er wartete, bis die Wachen abgelenkt waren und öffnete die Türen, wodurch alle Internierten fliehen konnten. Paramon Lozan wurde verhaftet und hingerichtet, seine Frau Tamara Lozan wurde freigelassen, weil ihre Kinder erst zwei Monate alt waren. | 1998 |
| Maria Lubinetskaya      | 1912          | 1979      | Rybnitsa          | Maria Lubinetskaya, eine Hausfrau aus Rybnitsa, nahm Ende 1941 die sechsköpfige jüdische Familie Fayerman bei sich auf, Nachbarn ihrer Schwester Daria. Die Fayermans waren aus dem Ghetto Rybnitsa geflohen, da hier eine Typhusepidemie vielen Juden das Leben kostete. Bei Maria Lubinetskaya fanden sie Schutz bis zur Befreiung von Rybniza durch die Sowjetarmee. | 2009 |
| Feokla Marchenko        |               |           | Rybnitsa          | Die Brüder Ivan und Nikita Marchenko lebten mit ihren Familien in Rybnitsa, das 1940 zur Moldauischen Autonomen Sozialistischen Sowjetrepublik gehörte. Ab September 1941 wurde Rybnitsa in Transnistrien eingegliedert, das unter rumänischer Kontrolle stand. Während der gesamten Besatzungszeit gab es in Rybniza ein Ghetto, in dem die Juden der Stadt und der Umgebung interniert waren, darunter auch die Mitglieder der Familie Galperin, Freunde von Ivan und Nikita Marchenko. Im März 1944, als sich die Rumänen aus dem Gebiet zurückzogen, befürchteten die Juden, dass das Ghetto mit allen seinen Bewohnern liquidiert werden könnte. Daher wandten sich die Galperins an die Marchenkos und baten um Hilfe. Ivan Marchenko und seine Familie versteckten daraufhin Liza Galperina und ihren sechsjährigen Sohn Iosif, und Nikita Marchenko und seine Familie gewährten der 13-jährigen Polina Galperina und ihrer Cousine Riva Khusid mit ihrer Tochter Sima Khusid Unterschlupf. Sie versteckten die jüdischen Freunde bis zur Befreiung der Stadt am 30. März 1944 in den Kellern ihrer Häuser.                                                            | 1998 |
| Ivan Marchenko          |               |           | Rybnitsa          | Die Brüder Ivan und Nikita Marchenko lebten mit ihren Familien in Rybnitsa, das 1940 zur Moldauischen Autonomen Sozialistischen Sowjetrepublik gehörte. Ab September 1941 wurde Rybnitsa in Transnistrien eingegliedert, das unter rumänischer Kontrolle stand. Während der gesamten Besatzungszeit gab es in Rybniza ein Ghetto, in dem die Juden der Stadt und der Umgebung interniert waren, darunter auch die Mitglieder der Familie Galperin, Freunde von Ivan und Nikita Marchenko. Im März 1944, als sich die Rumänen aus dem Gebiet zurückzogen, befürchteten die Juden, dass das Ghetto mit allen seinen Bewohnern liquidiert werden könnte. Daher wandten sich die Galperins an die Marchenkos und baten um Hilfe. Ivan Marchenko und seine Familie versteckten daraufhin Liza Galperina und ihren sechsjährigen Sohn Iosif, und Nikita Marchenko und seine Familie gewährten der 13-jährigen Polina Galperina und ihrer Cousine Riva Khusid mit ihrer Tochter Sima Khusid Unterschlupf. Sie versteckten die jüdischen Freunde bis zur Befreiung der Stadt am 30. März 1944 in den Kellern ihrer Häuser.                                                            | 1998 |
| Leontyi Marchenko       | 16. Aug. 1920 |           | Rybnitsa          | Die Brüder Ivan und Nikita Marchenko lebten mit ihren Familien in Rybnitsa, das 1940 zur Moldauischen Autonomen Sozialistischen Sowjetrepublik gehörte. Ab September 1941 wurde Rybnitsa in Transnistrien eingegliedert, das unter rumänischer Kontrolle stand. Während der gesamten Besatzungszeit gab es in Rybniza ein Ghetto, in dem die Juden der Stadt und der Umgebung interniert waren, darunter auch die Mitglieder der Familie Galperin, Freunde von Ivan und Nikita Marchenko. Im März 1944, als sich die Rumänen aus dem Gebiet zurückzogen, befürchteten die Juden, dass das Ghetto mit allen seinen Bewohnern liquidiert werden könnte. Daher wandten sich die Galperins an die Marchenkos und baten um Hilfe. Ivan Marchenko und seine Familie versteckten daraufhin Liza Galperina und ihren sechsjährigen Sohn Iosif, und Nikita Marchenko und seine Familie gewährten der 13-jährigen Polina Galperina und ihrer Cousine Riva Khusid mit ihrer Tochter Sima Khusid Unterschlupf. Sie versteckten die jüdischen Freunde bis zur Befreiung der Stadt am 30. März 1944 in den Kellern ihrer Häuser.                                                            | 1998 |
| Nina Marchenko          |               |           | Rybnitsa          | Die Brüder Ivan und Nikita Marchenko lebten mit ihren Familien in Rybnitsa, das 1940 zur Moldauischen Autonomen Sozialistischen Sowjetrepublik gehörte. Ab September 1941 wurde Rybnitsa in Transnistrien eingegliedert, das unter rumänischer Kontrolle stand. Während der gesamten Besatzungszeit gab es in Rybniza ein Ghetto, in dem die Juden der Stadt und der Umgebung interniert waren, darunter auch die Mitglieder der Familie Galperin, Freunde von Ivan und Nikita Marchenko. Im März 1944, als sich die Rumänen aus dem Gebiet zurückzogen, befürchteten die Juden, dass das Ghetto mit allen seinen Bewohnern liquidiert werden könnte. Daher wandten sich die Galperins an die Marchenkos und baten um Hilfe. Ivan Marchenko und seine Familie versteckten daraufhin Liza Galperina und ihren sechsjährigen Sohn Iosif, und Nikita Marchenko und seine Familie gewährten der 13-jährigen Polina Galperina und ihrer Cousine Riva Khusid mit ihrer Tochter Sima Khusid Unterschlupf. Sie versteckten die jüdischen Freunde bis zur Befreiung der Stadt am 30. März 1944 in den Kellern ihrer Häuser.                                                            | 1998 |
| Nikita Marchenko        |               |           | Rybnitsa          | Die Brüder Ivan und Nikita Marchenko lebten mit ihren Familien in Rybnitsa, das 1940 zur Moldauischen Autonomen Sozialistischen Sowjetrepublik gehörte. Ab September 1941 wurde Rybnitsa in Transnistrien eingegliedert, das unter rumänischer Kontrolle stand. Während der gesamten Besatzungszeit gab es in Rybniza ein Ghetto, in dem die Juden der Stadt und der Umgebung interniert waren, darunter auch die Mitglieder der Familie Galperin, Freunde von Ivan und Nikita Marchenko. Im März 1944, als sich die Rumänen aus dem Gebiet zurückzogen, befürchteten die Juden, dass das Ghetto mit allen seinen Bewohnern liquidiert werden könnte. Daher wandten sich die Galperins an die Marchenkos und baten um Hilfe. Ivan Marchenko und seine Familie versteckten daraufhin Liza Galperina und ihren sechsjährigen Sohn Iosif, und Nikita Marchenko und seine Familie gewährten der 13-jährigen Polina Galperina und ihrer Cousine Riva Khusid mit ihrer Tochter Sima Khusid Unterschlupf. Sie versteckten die jüdischen Freunde bis zur Befreiung der Stadt am 30. März 1944 in den Kellern ihrer Häuser.                                                            | 1998 |
| Tatiana Marchenko       |               | 1985      | Rybnitsa          | Die Brüder Ivan und Nikita Marchenko lebten mit ihren Familien in Rybnitsa, das 1940 zur Moldauischen Autonomen Sozialistischen Sowjetrepublik gehörte. Ab September 1941 wurde Rybnitsa in Transnistrien eingegliedert, das unter rumänischer Kontrolle stand. Während der gesamten Besatzungszeit gab es in Rybniza ein Ghetto, in dem die Juden der Stadt und der Umgebung interniert waren, darunter auch die Mitglieder der Familie Galperin, Freunde von Ivan und Nikita Marchenko. Im März 1944, als sich die Rumänen aus dem Gebiet zurückzogen, befürchteten die Juden, dass das Ghetto mit allen seinen Bewohnern liquidiert werden könnte. Daher wandten sich die Galperins an die Marchenkos und baten um Hilfe. Ivan Marchenko und seine Familie versteckten daraufhin Liza Galperina und ihren sechsjährigen Sohn Iosif, und Nikita Marchenko und seine Familie gewährten der 13-jährigen Polina Galperina und ihrer Cousine Riva Khusid mit ihrer Tochter Sima Khusid Unterschlupf. Sie versteckten die jüdischen Freunde bis zur Befreiung der Stadt am 30. März 1944 in den Kellern ihrer Häuser.                                                            | 1998 |
| Ikim Mazur              |               |           | Brosteni          | Ikim Mazur, ein Bauer aus dem Dorf Brosteni in der Nähe von Rybnitsa, sowie die Bauern Samuil Sparinopta und Isaak Serebryansky versteckten auf ihren Bauernhöfen die jüdischen Jugendlichen Naum Gomelfarb und Raisa Gomelfarb, deren Eltern im September 1941 ermordet worden waren. | 1997 |
| Leontiy Meklush         | 1902          | 1951      | Glingeni          | Leontiy Meklush und Yelizaveta Meklush aus dem Dorf Glingeni in der Nähe der Stadt Beltsy, ein Ehepaar mit sechs Kindern, retteten 1942 das Leben des jüdischen Säuglings Yefim Badiner. Yefim war der Sohn des jüdischen Ehepaares Rachil und Yankel Badiner und Rachil gelang es im Frühjahr 1942 ihren neugeborenen Sohn bei ihrer Nachbarsfamilie, den Meklushs, zu verstecken. Die Badiners wurden kurze Zeit später, wie etwa 30 andere jüdische Familien aus dem Dorf Glingeni, ermordet. Erst 1988, auf dem Sterbebett, offenbarte Jelisaweta Meklush Yefim, dass er nicht ihr leiblicher Sohn war. | 2006 |
| Yelizaveta Meklush      | 1902          | 1988      | Glingeni          | Leontiy Meklush und Yelizaveta Meklush aus dem Dorf Glingeni in der Nähe der Stadt Beltsy, ein Ehepaar mit sechs Kindern, retteten 1942 das Leben des jüdischen Säuglings Yefim Badiner. Yefim war der Sohn des jüdischen Ehepaares Rachil und Yankel Badiner und Rachil gelang es im Frühjahr 1942 ihren neugeborenen Sohn bei ihrer Nachbarsfamilie, den Meklushs, zu verstecken. Die Badiners wurden kurze Zeit später, wie etwa 30 andere jüdische Familien aus dem Dorf Glingeni, ermordet. Erst 1988, auf dem Sterbebett, offenbarte Jelisaweta Meklush Yefim, dass er nicht ihr leiblicher Sohn war. | 2006 |
| Ivan Mogilevski         |               |           | Vladimirovka      | Das Ehepaar Ivan Mogilevski und Matriona Mogilevski und ihr 1928 geborener Sohn Vasili Mogilevski aus dem Dorf Vladimirovka bei Rybnitsa versteckten im August und September 1941 das befreundete jüdische Ehepaar Michail Lyuber und Rachel Lyuber, deren vierjährige Tochter Rosa Lyuber, Michail Lyubers Schwester Lyuba Kapilevich und deren vierjährige Tochter Bonia Kapilevich und versorgten sie mit allem Lebensnotwendigen. Von Oktober 1941 bis zur Befreiung der Stadt durch die Rote Armee im März 1944 lebten die fünf Genannten im Ghetto in Rybnitsa und wurden von den Mogilevskis mit Lebensmitteln versorgt. | 2004 |
| Matriona Mogilevski     |               |           | Vladimirovka      | Das Ehepaar Ivan Mogilevski und Matriona Mogilevski und ihr 1928 geborener Sohn Vasili Mogilevski aus dem Dorf Vladimirovka bei Rybnitsa versteckten im August und September 1941 das befreundete jüdische Ehepaar Michail Lyuber und Rachel Lyuber, deren vierjährige Tochter Rosa Lyuber, Michail Lyubers Schwester Lyuba Kapilevich und deren vierjährige Tochter Bonia Kapilevich und versorgten sie mit allem Lebensnotwendigen. Von Oktober 1941 bis zur Befreiung der Stadt durch die Rote Armee im März 1944 lebten die fünf Genannten im Ghetto in Rybnitsa und wurden von den Mogilevskis mit Lebensmitteln versorgt. | 2004 |
| Vasili Mogilevski       | 1928          |           | Vladimirovka      | Das Ehepaar Ivan Mogilevski und Matriona Mogilevski und ihr 1928 geborener Sohn Vasili Mogilevski aus dem Dorf Vladimirovka bei Rybnitsa versteckten im August und September 1941 das befreundete jüdische Ehepaar Michail Lyuber und Rachel Lyuber, deren vierjährige Tochter Rosa Lyuber, Michail Lyubers Schwester Lyuba Kapilevich und deren vierjährige Tochter Bonia Kapilevich und versorgten sie mit allem Lebensnotwendigen. Von Oktober 1941 bis zur Befreiung der Stadt durch die Rote Armee im März 1944 lebten die fünf Genannten im Ghetto in Rybnitsa und wurden von den Mogilevskis mit Lebensmitteln versorgt. | 2004 |
| Aleksandra Morozovsky   |               |           | Mokra und Kotovsk | Vitali Morozovsky und Alexksandra Morozovsky, beide Lehrer in der örtlichen Schule im Dorf Mokra in der Nähe von Rybnitsa, versteckten im Dezember 1941 für zwei Monate auf dem Dachboden ihres Hauses ihren ehemaligen jüdischen Schüler Grigori Farber. Im Februar 1942 zog Farber zu Freunden in die Stadt Kotovsk und wurde dort weiterhin mit Lebensmitteln der Morozovskys versorgt. | 1996 |
| Vitali Morozovsky       |               |           | Mokra und Kotovsk | Vitali Morozovsky und Alexksandra Morozovsky, beide Lehrer in der örtlichen Schule im Dorf Mokra in der Nähe von Rybnitsa, versteckten im Dezember 1941 für zwei Monate auf dem Dachboden ihres Hauses ihren ehemaligen jüdischen Schüler Grigori Farber. Im Februar 1942 zog Farber zu Freunden in die Stadt Kotovsk und wurde dort weiterhin mit Lebensmitteln der Morozovskys versorgt. | 1996 |
| Semeon Myaskovski       | 1894          | 1972      | Podoymitsa        | Semeon Myaskovski und Yevdokia Myaskovski, ein Ehepaar mit dreizehn Kindern, lebte in dem Dorf Podoymitsa und war befreundet mit dem jüdischen Ehepaar Moisei Grinshpun und Lea Grinshpun, das 1941 in Rybnitsa lebte. Als Rybnitsa im August 1941 bombardiert wurde, wurde das Haus der Familie Grinshpun zerstört. Semeon Myaskovski lud daraufhin seine Freunde und deren vier Töchter ein, in seinem Haus im Dorf Podoymitsa zu wohnen. Nach der Besetzung Podoymitsas durch die Deutschen und Rumänen am 5. August 1941 wurden die Grinshpuns verraten und Semeon Myaskovski brachte seine jüdischen Freunde in das Ghetto in Rybnitsa. Hier wurde Moisei Grinshpun ermordet. Seine Frau und ihre vier Kinder lebten bis März 1944 im Ghetto und wurden von den Myaskovskis mit Lebensmitteln und Kleidung versorgt. Als im März 1944 die Front näher rückte und das Leben der Ghettobewohner in Gefahr war, schafften es die Myaskovskis ihre jüdische Freundin Lea Grinshpun und deren Kinder aus dem Ghetto heraus zu schmuggeln und sie bis zur Befreiung in ihrem Haus zu verstecken.                                                                               | 2003 |
| Yevdokia Myaskovski     | 1899          | 1971      | Podoymitsa        | Semeon Myaskovski und Yevdokia Myaskovski, ein Ehepaar mit dreizehn Kindern, lebte in dem Dorf Podoymitsa und war befreundet mit dem jüdischen Ehepaar Moisei Grinshpun und Lea Grinshpun, das 1941 in Rybnitsa lebte. Als Rybnitsa im August 1941 bombardiert wurde, wurde das Haus der Familie Grinshpun zerstört. Semeon Myaskovski lud daraufhin seine Freunde und deren vier Töchter ein, in seinem Haus im Dorf Podoymitsa zu wohnen. Nach der Besetzung Podoymitsas durch die Deutschen und Rumänen am 5. August 1941 wurden die Grinshpuns verraten und Semeon Myaskovski brachte seine jüdischen Freunde in das Ghetto in Rybnitsa. Hier wurde Moisei Grinshpun ermordet. Seine Frau und ihre vier Kinder lebten bis März 1944 im Ghetto und wurden von den Myaskovskis mit Lebensmitteln und Kleidung versorgt. Als im März 1944 die Front näher rückte und das Leben der Ghettobewohner in Gefahr war, schafften es die Myaskovskis ihre jüdische Freundin Lea Grinshpun und deren Kinder aus dem Ghetto heraus zu schmuggeln und sie bis zur Befreiung in ihrem Haus zu verstecken.                                                                               | 2003 |
| Anna Nedelyak           |               |           | Tiraspol          | Das Ehepaar Ivan Nedelyak und Anna Nedelyak aus Kirpichnaja Slobodka, einem Vorort von Tiraspol, versteckten von Dezember 1941 bis April 1942 die jüdischen Brüder Jefim und Semeon Mirochnik auf dem Dachboden ihres Hauses. Danach verschafften die Nedelyaks den beiden Jungen Arbeit bei befreundeten Bauern. Bis zur Befreiung der Gegend im April 1944 konnten die Brüder Mirochnik als Leiharbeiter bei vielen Bauern arbeiten und genossen den Schutz der Familie Nedelyak. | 1996 |
| Ivan Nedelyak           |               |           | Tiraspol          | Das Ehepaar Ivan Nedelyak und Anna Nedelyak aus Kirpichnaja Slobodka, einem Vorort von Tiraspol, versteckten von Dezember 1941 bis April 1942 die jüdischen Brüder Jefim und Semeon Mirochnik auf dem Dachboden ihres Hauses. Danach verschafften die Nedelyaks den beiden Jungen Arbeit bei befreundeten Bauern. Bis zur Befreiung der Gegend im April 1944 konnten die Brüder Mirochnik als Leiharbeiter bei vielen Bauern arbeiten und genossen den Schutz der Familie Nedelyak. | 1996 |
| Andrei Nikolajeva       | 1929          |           | Gidirim           | Timofej Nikolajeva und Anna Nikolajeva aus dem Dorf Gidirim waren Bauern, die in der örtlichen Kolchose arbeiteten. Einer ihrer Kinder, der 1929 geborene Andrei Nikolajeva, war befreundet mit dem jüdischen Jungen Motya Ladyzhenski. Die Familie Ladyzhenski musste ab Dezember 1941 im Ghetto in Rybnitsa leben, flüchtete aber – als hier die Massentötungen begannen – aus dem Ghetto und versteckte sich bei Freunden. Motya Ladyzhenski fand Unterschlupf in der Wohnung seines Freundes Andrei Nikolajeva. Anna Nikolajeva versorgte die Familie Ladyzhenski im Ghetto lange Zeit mit Lebensmitteln. | 2000 |
| Anna Nikolajeva         |               |           | Gidirim           | Timofej Nikolajeva und Anna Nikolajeva aus dem Dorf Gidirim waren Bauern, die in der örtlichen Kolchose arbeiteten. Einer ihrer Kinder, der 1929 geborene Andrei Nikolajeva, war befreundet mit dem jüdischen Jungen Motya Ladyzhenski. Die Familie Ladyzhenski musste ab Dezember 1941 im Ghetto in Rybnitsa leben, flüchtete aber – als hier die Massentötungen begannen – aus dem Ghetto und versteckte sich bei Freunden. Motya Ladyzhenski fand Unterschlupf in der Wohnung seines Freundes Andrei Nikolajeva. Anna Nikolajeva versorgte die Familie Ladyzhenski im Ghetto lange Zeit mit Lebensmitteln. | 2000 |
| Alexandra Oprya         |               |           | Grigoriopol       | Der Schriftsteller Mitrofan Oprya und seine Frau Aleksandra Oprya lebten seit Juni 1941 mit ihren beiden Kindern in Grigoriopol. Hier versteckten sie bis Frühjahr 1944 in ihrem Keller und später in die Getreidemühle der Familie den Juden Michail Braverman. Dessen Tochter Larisa Braverman nahmen sie in ihren Haushalt auf und gaben das Mädchen als ihr eigenes Kind aus. | 2000 |
| Mitrofan Oprya          |               |           | Grigoriopol       | Der Schriftsteller Mitrofan Oprya und seine Frau Aleksandra Oprya lebten seit Juni 1941 mit ihren beiden Kindern in Grigoriopol. Hier versteckten sie bis Frühjahr 1944 in ihrem Keller und später in die Getreidemühle der Familie den Juden Michail Braverman. Dessen Tochter Larisa Braverman nahmen sie in ihren Haushalt auf und gaben das Mädchen als ihr eigenes Kind aus. | 2000 |
| George Pelin            |               |           | Malayeshty        | George Pelin und Varvara Pelin, Bauern aus dem Dorf Malayeshty (heute Mălăieşti), versteckten ab März 1944 für einen Monat Lev Bruter, einen jungen Juden, der aus der Stadt Causanii Vechi in Bessarabien stammte. Bruter war von einem Konvoi junger Juden geflohen, die nach Deutschland zur Zwangsarbeit deportiert werden sollten. | 1996 |
| Varvara Pelin           |               |           | Malayeshty        | George Pelin und Varvara Pelin, Bauern aus dem Dorf Malayeshty (heute Mălăieşti), versteckten ab März 1944 für einen Monat Lev Bruter, einen jungen Juden, der aus der Stadt Causanii Vechi in Bessarabien stammte. Bruter war von einem Konvoi junger Juden geflohen, die nach Deutschland zur Zwangsarbeit deportiert werden sollten. | 1996 |
| Maria Pereplechinski    |               |           | Grigoriopol       | Das Ehepaar Vladimir Pereplechinski und Maria Pereplechinski lebte mit vier kleinen Kindern in der Stadt Grigoriopol. Im September 1941 brachte Maria Pereplechinski das jüdische Mädchen Klavdiya Vainshtein mit nach Hause, das die Ermordung ihrer Familie verwundet überlebt hatte. Klavdiya Vainshtein lebte während der gesamten Besatzungszeit bei den Pereplechinskis. | 1999 |
| Vladimir Pereplechinski |               |           | Grigoriopol       | Das Ehepaar Vladimir Pereplechinski und Maria Pereplechinski lebte mit vier kleinen Kindern in der Stadt Grigoriopol. Im September 1941 brachte Maria Pereplechinski das jüdische Mädchen Klavdiya Vainshtein mit nach Hause, das die Ermordung ihrer Familie verwundet überlebt hatte. Klavdiya Vainshtein lebte während der gesamten Besatzungszeit bei den Pereplechinskis. | 1999 |
| Gratina Plugar          |               |           | Rybnitsa          | Gratina Plugar aus Rybnitsa und ihre Familie versorgten nach der Besetzung der Stadt durch die Deutschen und Rumänen im September 1941 die jüdische Familie Shargorodski, die im Ghetto leben musste, mit Lebensmitteln und Kleidung. Außerdem versteckten sie ab Februar 1944 die Tochter der Shargorodskis in ihrem Haus. | 2004 |
| Efrosinia Pozniakova    | 1902          | 1989      | Rybnitsa          | Efrosinia Pozniakowa und ihre Tochter Zinaida Pozniakowa lebten 1941 am Rande der Stadt Rybnitsa. Die Stadt wurde am 5. August 1941 von den Deutschen und Rumänen besetzt, und im September in Transnistrien eingegliedert, das unter rumänischer Kontrolle stand. Während der gesamten Besatzungszeit gab es in der Stadt ein jüdisches Ghetto und Efrosinia Pozniakowa und ihre Tochter versorgten während dieser Zeit ihre jüdischen Freunde und Bekannten mit Lebensmitteln. Anfang März 1944, als die Rote Armee näher rückte, begannen die Deutschen, die Bewohner des Ghettos Rybnitsa zu liquidieren. In dieser Situation versteckten Efrosinia und die 12-jährige Zinaida mehr als zehn Juden auf ihrem Dachboden und versorgten sie mit dem Nötigsten. | 1997 |
| Zinaida Pozniakova      | 1932          |           | Rybnitsa          | Efrosinia Pozniakowa und ihre Tochter Zinaida Pozniakowa lebten 1941 am Rande der Stadt Rybnitsa. Die Stadt wurde am 5. August 1941 von den Deutschen und Rumänen besetzt, und im September in Transnistrien eingegliedert, das unter rumänischer Kontrolle stand. Während der gesamten Besatzungszeit gab es in der Stadt ein jüdisches Ghetto und Efrosinia Pozniakowa und ihre Tochter versorgten während dieser Zeit ihre jüdischen Freunde und Bekannten mit Lebensmitteln. Anfang März 1944, als die Rote Armee näher rückte, begannen die Deutschen, die Bewohner des Ghettos Rybnitsa zu liquidieren. In dieser Situation versteckten Efrosinia und die 12-jährige Zinaida mehr als zehn Juden auf ihrem Dachboden und versorgten sie mit dem Nötigsten. | 1997 |
| Anton Rebezha           |               | 1975      | Koshnitsa         | Anton Rebezha und sein Freund Georgi Tsygulya aus Koshnitsa versteckten ab September 1941 die Jüdin Anna Tschernjawskaja und ihre drei Kinder Wladimir (geb. 1936), Manya (geb. 1937) und Nadeschda (geb. 1941). Georgi Tsygulya versteckte die beiden älteren Kinder, Vladimir und Manya, in einem der Wirtschaftsgebäude auf dem Hof seines Hauses. Anna Tschernjawskaja und ihre kleine Tochter wurden bis zum Herbst 1942 an einem anderen Ort untergebracht. Etwa zweieinhalb Jahre lang organisierten Georgi Tsygulya und Anton Rebezha Verstecke für die jüdische Mutter und ihre drei Kinder. Und die Kinder der Familien Tsygulya, Soltan und Rebezha brachten Lebensmittel, Wasser und Holz zum Heizen in die Verstecke. | 2004 |
| Aksenia Savchuk         |               |           | Bulaesti          | Makar Savchuk und Aksenia Savchuk aus Bulaesti versteckten in ihrem Haus und in einem verlassenen Schuppen in der Nähe des Waldes ab Spätsommer 1942 bis zur Befreiung des Gebiets Ende März 1944 die Jüdin Sara Tselnik und ihre Kinder Frida Tselnik, Dvora Tselnik und Naftuliy Tselnik. Zuvor waren die Tselniks ab Dezember 1941 im Haus von Piotr Tsurkan und Yevgenia Tsurkan versteckt worden, Verwandten der Savchuks. | 1998 |
| Makar Savchuk           |               |           | Bulaesti          | Makar Savchuk und Aksenia Savchuk aus Bulaesti versteckten in ihrem Haus und in einem verlassenen Schuppen in der Nähe des Waldes ab Spätsommer 1942 bis zur Befreiung des Gebiets Ende März 1944 die Jüdin Sara Tselnik und ihre Kinder Frida Tselnik, Dvora Tselnik und Naftuliy Tselnik. Zuvor waren die Tselniks ab Dezember 1941 im Haus von Piotr Tsurkan und Yevgenia Tsurkan versteckt worden, Verwandten der Savchuks. | 1998 |
| Isaak Serebryansky      |               |           | Brosteni          | Isaak Serebryansky, ein Bauer aus dem Dorf Brosteni in der Nähe von Rybnitsa, sowie die Bauern Samuil Sparinopta und Ikim Mazur versteckten auf ihren Bauernhöfen die jüdischen Jugendlichen Naum Gomelfarb und Raisa Gomelfarb, deren Eltern im September 1941 ermordet worden waren. | 1997 |
| Samuil Sparinopta       |               |           | Brosteni          | Samuil Sparinopta, ein Bauer aus dem Dorf Brosteni in der Nähe von Rybnitsa, sowie die Bauern Isaak Serebryansky und Ikim Mazur versteckten auf ihren Bauernhöfen die jüdischen Jugendlichen Naum Gomelfarb und Raisa Gomelfarb, deren Eltern im September 1941 ermordet worden waren. | 1997 |
| Anna Starostin          |               |           | Chisinau          | Anna Starostin, ihre Mutter Evgenia Starostin und ihr Sohn Pavel Starostin aus Chisinau unterstützten ihre jüdische Freundin Ida Binder und ihre achtjährige Tochter Alla Binder im Chisinauer Ghetto mit Lebensmitteln und Kleidung und versteckten sie einige Zeit in ihrem Haus. | 1994 |
| Evgenia Starostin       |               |           | Chisinau          | Anna Starostin, ihre Mutter Evgenia Starostin und ihr Sohn Pavel Starostin aus Chisinau unterstützten ihre jüdische Freundin Ida Binder und ihre achtjährige Tochter Alla Binder im Chisinauer Ghetto mit Lebensmitteln und Kleidung und versteckten sie einige Zeit in ihrem Haus. | 1994 |
| Pavel Starostin         |               |           | Chisinau          | Anna Starostin, ihre Mutter Evgenia Starostin und ihr Sohn Pavel Starostin aus Chisinau unterstützten ihre jüdische Freundin Ida Binder und ihre achtjährige Tochter Alla Binder im Chisinauer Ghetto mit Lebensmitteln und Kleidung und versteckten sie einige Zeit in ihrem Haus. | 1994 |
| Aleksander Stoyanov     |               |           | Poplavskoye       | Aleksander Stoyanov, seine Frau Ljudmila Stoyanov und ihre Kinder Nina, Olga und Aleksander aus dem Dorf Poplavskoye retteten 1944 das Leben der Jüdin Riva Broitman. Broitman war eine Klassenkameradin von Olga Stoyanov am Gymnasium von Grossulovo. Nach dem Einmarsch der Deutschen und Rumänen wurde sie in einem Arbeitslager in Karlowka im Kreis Domanewka interniert. Als die Lagerwachen das Arbeitslager in Brand setzten gelang es ihr im März 1944 zu fliehen und sie erreichte nach zweitägigem Marsch das Dorf Poplavskoye, wo sie von den Stoyanovs aufgenommen und bis zur Befreiung als Verwandte ausgegeben wurde. | 1993 |
| Aleksander Stoyanov     |               |           | Poplavskoye       | Aleksander Stoyanov, seine Frau Ljudmila Stoyanov und ihre Kinder Nina, Olga und Aleksander aus dem Dorf Poplavskoye retteten 1944 das Leben der Jüdin Riva Broitman. Broitman war eine Klassenkameradin von Olga Stoyanov am Gymnasium von Grossulovo. Nach dem Einmarsch der Deutschen und Rumänen wurde sie in einem Arbeitslager in Karlowka im Kreis Domanewka interniert. Als die Lagerwachen das Arbeitslager in Brand setzten gelang es ihr im März 1944 zu fliehen und sie erreichte nach zweitägigem Marsch das Dorf Poplavskoye, wo sie von den Stoyanovs aufgenommen und bis zur Befreiung als Verwandte ausgegeben wurde. | 1993 |
| Ludmila Stoyanov        |               |           | Poplavskoye       | Aleksander Stoyanov, seine Frau Ljudmila Stoyanov und ihre Kinder Nina, Olga und Aleksander aus dem Dorf Poplavskoye retteten 1944 das Leben der Jüdin Riva Broitman. Broitman war eine Klassenkameradin von Olga Stoyanov am Gymnasium von Grossulovo. Nach dem Einmarsch der Deutschen und Rumänen wurde sie in einem Arbeitslager in Karlowka im Kreis Domanewka interniert. Als die Lagerwachen das Arbeitslager in Brand setzten gelang es ihr im März 1944 zu fliehen und sie erreichte nach zweitägigem Marsch das Dorf Poplavskoye, wo sie von den Stoyanovs aufgenommen und bis zur Befreiung als Verwandte ausgegeben wurde. | 1993 |
| Nina Stoyanov           |               |           | Poplavskoye       | Aleksander Stoyanov, seine Frau Ljudmila Stoyanov und ihre Kinder Nina, Olga und Aleksander aus dem Dorf Poplavskoye retteten 1944 das Leben der Jüdin Riva Broitman. Broitman war eine Klassenkameradin von Olga Stoyanov am Gymnasium von Grossulovo. Nach dem Einmarsch der Deutschen und Rumänen wurde sie in einem Arbeitslager in Karlowka im Kreis Domanewka interniert. Als die Lagerwachen das Arbeitslager in Brand setzten gelang es ihr im März 1944 zu fliehen und sie erreichte nach zweitägigem Marsch das Dorf Poplavskoye, wo sie von den Stoyanovs aufgenommen und bis zur Befreiung als Verwandte ausgegeben wurde. | 1993 |
| Olga Stoyanov           | 1919          |           | Poplavskoye       | Aleksander Stoyanov, seine Frau Ljudmila Stoyanov und ihre Kinder Nina, Olga und Aleksander aus dem Dorf Poplavskoye retteten 1944 das Leben der Jüdin Riva Broitman. Broitman war eine Klassenkameradin von Olga Stoyanov am Gymnasium von Grossulovo. Nach dem Einmarsch der Deutschen und Rumänen wurde sie in einem Arbeitslager in Karlowka im Kreis Domanewka interniert. Als die Lagerwachen das Arbeitslager in Brand setzten gelang es ihr im März 1944 zu fliehen und sie erreichte nach zweitägigem Marsch das Dorf Poplavskoye, wo sie von den Stoyanovs aufgenommen und bis zur Befreiung als Verwandte ausgegeben wurde. | 1993 |
| Ivan Strashnaya         |               |           | Beleavinti        | Die über 60-jährige Maria Strashnaya, ihr Sohn Ivan Strashnaya und ihre Schwiegertochter Ksenia Strashnaya aus Beleavinti gewährten Benyamin Gurvits, dem jüdischen Besitzer des Lebensmittelgeschäfts in ihrem Ort, und seiner Familie Unterschlupf in ihrem Haus. Die Familie Gurvits blieb einige Tage im Haus der Strashnayas. Als sie hörten, dass die Morde durch die Deutschen und Rumänen aufgehört hatten und die Juden der Gegend in Ghettos interniert wurden, verließen sie das Haus der Strashnayas und überlebten die Torturen, die sie danach in verschiedenen Ghettos und Arbeitslagern in Transnistrien erlebten. | 1997 |
| Ksenia Strashnaya       |               |           | Beleavinti        | Die über 60-jährige Maria Strashnaya, ihr Sohn Ivan Strashnaya und ihre Schwiegertochter Ksenia Strashnaya aus Beleavinti gewährten Benyamin Gurvits, dem jüdischen Besitzer des Lebensmittelgeschäfts in ihrem Ort, und seiner Familie Unterschlupf in ihrem Haus. Die Familie Gurvits blieb einige Tage im Haus der Strashnayas. Als sie hörten, dass die Morde durch die Deutschen und Rumänen aufgehört hatten und die Juden der Gegend in Ghettos interniert wurden, verließen sie das Haus der Strashnayas und überlebten die Torturen, die sie danach in verschiedenen Ghettos und Arbeitslagern in Transnistrien erlebten. | 1997 |
| Maria Strashnaya        |               |           | Beleavinti        | Die über 60-jährige Maria Strashnaya, ihr Sohn Ivan Strashnaya und ihre Schwiegertochter Ksenia Strashnaya aus Beleavinti gewährten Benyamin Gurvits, dem jüdischen Besitzer des Lebensmittelgeschäfts in ihrem Ort, und seiner Familie Unterschlupf in ihrem Haus. Die Familie Gurvits blieb einige Tage im Haus der Strashnayas. Als sie hörten, dass die Morde durch die Deutschen und Rumänen aufgehört hatten und die Juden der Gegend in Ghettos interniert wurden, verließen sie das Haus der Strashnayas und überlebten die Torturen, die sie danach in verschiedenen Ghettos und Arbeitslagern in Transnistrien erlebten. | 1997 |
| Varvara Stratulat       | 1875          | 1974      | Kolbasnaya        | Vil Stratulat, seiner Mutter Yekaterina Stratulat und seiner Großmutter Varvara Stratulat aus dem Dorf Kolbasnaja gelang des 1941/42 den jüdischen Nachbarsjungen Jefim Sandler zu retten. | 2000 |
| Vil Stratulat           | 26. Dez. 1926 |           | Kolbasnaya        | Vil Stratulat, seiner Mutter Yekaterina Stratulat und seiner Großmutter Varvara Stratulat aus dem Dorf Kolbasnaja gelang des 1941/42 den jüdischen Nachbarsjungen Jefim Sandler zu retten. | 2000 |
| Yekaterina Stratulat    | 1906          | 1988      | Kolbasnaya        | Vil Stratulat, seiner Mutter Yekaterina Stratulat und seiner Großmutter Varvara Stratulat aus dem Dorf Kolbasnaja gelang des 1941/42 den jüdischen Nachbarsjungen Jefim Sandler zu retten. | 2000 |
| Feodor Tontysh          |               |           | Rybnitsa          | Feodor Tontysh, ein Fabrikarbeiter aus Rybnitsa, und seine Ehefrau Uliana Tontysh, eine Hausfrau, unterstützten während der deutschen und rumänischen Besatzung ihrer Stadt eine jüdische Großfamilie mit drei Generationen, die in ihrer Nachbarschaft wohnte. Die Tontyshs versorgten die Nachbarn im Ghetto Rybnitsa mit Lebensmitteln und versteckten einige Familienmitglieder zeitweise in ihrem Haus. Die Tontyshs halfen insgesamt 29 jüdischen Mitbürgern. | 2000 |
| Uliana Tontysh          |               |           | Rybnitsa          | Feodor Tontysh, ein Fabrikarbeiter aus Rybnitsa, und seine Ehefrau Uliana Tontysh, eine Hausfrau, unterstützten während der deutschen und rumänischen Besatzung ihrer Stadt eine jüdische Großfamilie mit drei Generationen, die in ihrer Nachbarschaft wohnte. Die Tontyshs versorgten die Nachbarn im Ghetto Rybnitsa mit Lebensmitteln und versteckten einige Familienmitglieder zeitweise in ihrem Haus. Die Tontyshs halfen insgesamt 29 jüdischen Mitbürgern. | 2000 |
| Piotr Tsurkan           | 1898          | 1969      | Bulaesti          | Piotr Tsurkan und Yevgenia Tsurkan aus Bulaesti nahmen im Dezember 1941 eine Frau mit ihren drei Kindern bei sich auf, die ihren Gastgebern als Gegenleistung für Essen und Unterkunft Mitarbeit auf dem Hof und im Haus anboten. Die Tsurkans vermuteten, dass es sich um eine jüdische Familie handelt, sprachen dies offen an und erklärten sich – nachdem Sara Tselnik dies bestätigte – bereit die Jüdin mit ihren drei Kindern Frida, Dvora und Naftuliy zu verstecken. Die Tselniks stammten aus Grigoriopol und waren seit dem Einmarsch der Deutschen und Rumänen zwei Mal in lebensbedrohliche Situation gekommen. Ab Dezember 1941 konnten sich die Tselniks mehrere Monate lang im Keller oder auf dem Dachboden der Tsurkans verstecken, und im Spätsommer 1942 wurden sie in das Haus von Makar und Aksenia Savchuk, Verwandten der Tsurkans, gebracht, die im selben Dorf wohnten. | 1998 |
| Yevgenia Tsurkan        | 1906          | 1951      | Bulaesti          | Piotr Tsurkan und Yevgenia Tsurkan aus Bulaesti nahmen im Dezember 1941 eine Frau mit ihren drei Kindern bei sich auf, die ihren Gastgebern als Gegenleistung für Essen und Unterkunft Mitarbeit auf dem Hof und im Haus anboten. Die Tsurkans vermuteten, dass es sich um eine jüdische Familie handelt, sprachen dies offen an und erklärten sich – nachdem Sara Tselnik dies bestätigte – bereit die Jüdin mit ihren drei Kindern Frida, Dvora und Naftuliy zu verstecken. Die Tselniks stammten aus Grigoriopol und waren seit dem Einmarsch der Deutschen und Rumänen zwei Mal in lebensbedrohliche Situation gekommen. Ab Dezember 1941 konnten sich die Tselniks mehrere Monate lang im Keller oder auf dem Dachboden der Tsurkans verstecken, und im Spätsommer 1942 wurden sie in das Haus von Makar und Aksenia Savchuk, Verwandten der Tsurkans, gebracht, die im selben Dorf wohnten. | 1998 |
| Georgi Tsygulya         |               | 1977      | Koshnitsa         | Anton Rebezha und sein Freund Georgi Tsygulya aus Koshnitsa versteckten ab September 1941 die Jüdin Anna Tschernjawskaja und ihre drei Kinder Wladimir (geb. 1936), Manya (geb. 1937) und Nadeschda (geb. 1941). Georgi Tsygulya versteckte die beiden älteren Kinder, Vladimir und Manya, in einem der Wirtschaftsgebäude auf dem Hof seines Hauses. Anna Tschernjawskaja und ihre kleine Tochter wurden bis zum Herbst 1942 an einem anderen Ort untergebracht. Etwa zweieinhalb Jahre lang organisierten Georgi Tsygulya und Anton Rebezha Verstecke für die jüdische Mutter und ihre drei Kinder. Und die Kinder der Familien Tsygulya, Soltan und Rebezha brachten Lebensmittel, Wasser und Holz zum Heizen in die Verstecke. | 2004 |
| Anisia Zavadskaya       |               |           | Rybnitsa          | Anisia Zavadskaya und ihre zwei Söhne Henrich Zavadskiy und Mikhail Zavadskiy aus Rybnitsa retteten das Leben ihrer jüdischen Nachbarn Lev Goldshtein, Polina Goldshtein und David Goldshtein. Die Goldshteins wurden im September 1941, nach der Besetzung des Gebiets durch die Deutschen und die Rumänen, wie alle Juden der Stadt, in ein neu errichtetes Ghetto deportiert. Hier war die Familie Goldshtein von September 1941 bis Februar 1944 interniert. Ihr Überleben sicherten Anisia Zavadskaya und ihre Söhne, die sich immer wieder ins Ghetto schlichen und ihre Freunde mit Maismehl, Bohnen, Kartoffeln, Zwiebeln und anderen notwendigen Lebensmitteln versorgten. Anfang 1944, als sich die russische Armee dem Gebiet näherte, die rumänischen Truppen abzogen und deutsche Einheiten die Rumänen ersetzten, begannen die Deutschen, die Juden des Ghettos zu exekutieren. Ende Februar 1944 schlich sich Henrich Zavadskiy ins Ghetto und holte die Goldshteins heraus. Die Goldshteins und vier Mitglieder der jüdischen Familie Ginzburg konnten sich im Haus der Zavadskijs verstecken, bis das Gebiet von der Roten Armee im März 1944 befreit wurde. | 2000 |
| Henrich Zavadskiy       |               |           | Rybnitsa          | Anisia Zavadskaya und ihre zwei Söhne Henrich Zavadskiy und Mikhail Zavadskiy aus Rybnitsa retteten das Leben ihrer jüdischen Nachbarn Lev Goldshtein, Polina Goldshtein und David Goldshtein. Die Goldshteins wurden im September 1941, nach der Besetzung des Gebiets durch die Deutschen und die Rumänen, wie alle Juden der Stadt, in ein neu errichtetes Ghetto deportiert. Hier war die Familie Goldshtein von September 1941 bis Februar 1944 interniert. Ihr Überleben sicherten Anisia Zavadskaya und ihre Söhne, die sich immer wieder ins Ghetto schlichen und ihre Freunde mit Maismehl, Bohnen, Kartoffeln, Zwiebeln und anderen notwendigen Lebensmitteln versorgten. Anfang 1944, als sich die russische Armee dem Gebiet näherte, die rumänischen Truppen abzogen und deutsche Einheiten die Rumänen ersetzten, begannen die Deutschen, die Juden des Ghettos zu exekutieren. Ende Februar 1944 schlich sich Henrich Zavadskiy ins Ghetto und holte die Goldshteins heraus. Die Goldshteins und vier Mitglieder der jüdischen Familie Ginzburg konnten sich im Haus der Zavadskijs verstecken, bis das Gebiet von der Roten Armee im März 1944 befreit wurde. | 2000 |
| Mikhail Zavadskiy       |               |           | Rybnitsa          | Anisia Zavadskaya und ihre zwei Söhne Henrich Zavadskiy und Mikhail Zavadskiy aus Rybnitsa retteten das Leben ihrer jüdischen Nachbarn Lev Goldshtein, Polina Goldshtein und David Goldshtein. Die Goldshteins wurden im September 1941, nach der Besetzung des Gebiets durch die Deutschen und die Rumänen, wie alle Juden der Stadt, in ein neu errichtetes Ghetto deportiert. Hier war die Familie Goldshtein von September 1941 bis Februar 1944 interniert. Ihr Überleben sicherten Anisia Zavadskaya und ihre Söhne, die sich immer wieder ins Ghetto schlichen und ihre Freunde mit Maismehl, Bohnen, Kartoffeln, Zwiebeln und anderen notwendigen Lebensmitteln versorgten. Anfang 1944, als sich die russische Armee dem Gebiet näherte, die rumänischen Truppen abzogen und deutsche Einheiten die Rumänen ersetzten, begannen die Deutschen, die Juden des Ghettos zu exekutieren. Ende Februar 1944 schlich sich Henrich Zavadskiy ins Ghetto und holte die Goldshteins heraus. Die Goldshteins und vier Mitglieder der jüdischen Familie Ginzburg konnten sich im Haus der Zavadskijs verstecken, bis das Gebiet von der Roten Armee im März 1944 befreit wurde. | 2000 |